# Temporada da NBA de 1982–83
A Temporada da NBA de 1982-83 foi a 37º temporada da National Basketball Association. O campeão foi o Philadelphia 76ers.